# Bob Cuspe: Nós Não Gostamos de Gente
Bob Cuspe: Nós Não Gostamos de Gente é um filme brasileiro de animação feito em stop motion, dirigido por Cesar Cabral e lançado em 2021. O film é baseado no personagem Bob Cuspe do cartunista paulistano Angeli.

## Sinopse
O filme mostra um Bob Cuspe mais velho, vivendo em um mundo pós-apocalíptico. Neste mundo, onde existem hordas de pequenos Elton Johns que representam a música pop e atacam as demais personagens. Bob Cuspe busca encontrar Angeli em um purgatório que se encontra dentro da cabeça do criador.

## Prêmio
Prix du long métrage Contrechamp no Festival de Cinema de Animação de Annecy em 2021